# Armathwaite
Armathwaite – wieś w Anglii, w Kumbrii, w dystrykcie (unitary authority) Westmorland and Furness. Leży 15 km na południowy wschód od miasta Carlisle i 407 km na północny zachód od Londynu.